# Biglia (Merna-Castagnevizza)
Biglia (in sloveno Bilje; in friulano Bilie; in tedesco Videlsdorf, desueto) è un insediamento del Goriziano sloveno di 1 176 abitanti, frazione del comune di Merna-Castagnevizza. È sede di una delle 8 comunità locali in cui si suddivide il comune.

## Geografia fisica
La località si trova nella parte occidentale della valle del Vipacco a 51,7 metri s.l.m. e a 2,3 chilometri dal confine italiano.

## Storia
Tra Biglia e Boccavizza in passato era localizzata la statio romana Ad Fornulos.
Durante il dominio asburgico Biglia (Bilje) fu comune catastale autonomo. Inquadrato dal punto di vista amministrativo dal 1849 nel Litorale austriaco, il paese in questo periodo venne aggregato al comune di Savogna (Savodnje). Negli ultimi decenni del XIX secolo tuttavia riacquisì la propria autonomia, includendo anche il vicino insediamento di Raccogliano (Orehovlje).
Dal 1920 al 1947 fece parte del Regno d'Italia, inquadrato dal 1923 nella provincia del Friuli; con una circoscrizione invariata rispetto al periodo asburgico: Biglia, con i centri di Britovo (Britof), Fornace e Lase (Laze), e la frazione di Raccogliano, con il centro di Isola (Otok). Nel 1927 il comune venne incorporato nella ricostituita provincia di Gorizia, ma nel 1928 fu soppresso e aggregato al comune di Ranziano.
Dopo la seconda guerra mondiale, nel 1947, con i Trattati di Parigi il paese passò alla Jugoslavia. In questo periodo venne aggregato a Merna-Castagnevizza. Dal 1991 fa parte della Slovenia.

## Società

### Lingue
Secondo il censimento del 1921, il 2,91% degli abitanti era di lingua italiana.

## Monumenti e luoghi d'interesse
La chiesa parrocchiale dedicata a sant'Antonio (Sv. Anton) durante la prima guerra mondiale venne abbattuta (il fronte passava nei pressi) ed in seguito ricostruita. Il dipinto dell'altare maggiore è opera di Clemente Del Neri.

## Geografia antropica
L'insediamento (naselja) è costituito, oltre che dal centro di Biglia (Bilje - Vas), anche dai vicini agglomerati di Frnaža e Počivala.